# Монастырский остров (Санкт-Петербург)
Монасты́рский остров — остров в дельте Невы на территории Санкт-Петербурга, ограниченный реками Невой, Монастыркой и Обводным каналом.

## История
Возник в начале XIX века в связи со строительством Обводного канала. Название дано по находящемуся на острове Александро-Невскому монастырю.

## Мосты
С другими островами Монастырский остров соединяют мосты:
- Шлиссельбургский мост
- мост Обуховской Обороны
- Монастырский мост
- 1-й Лаврский мост
- 2-й Лаврский мост
- Казачий мост

## Достопримечательности
- Александро-Невская лавра